# حسين كمال
حسين كمال (17 أغسطس 1934 - 23 مارس 2003)، مخرج مصري. هو واحد من أهم مخرجي السينما التقليدية التجارية المصرية وله حوالي 30 فيلما تعد من علامات السينما المصرية. ولد في القاهرة لأب مصري وأم يونانية. درس في معهد باريس للسينما، ثم درس الإخراج المسرحي والدراما في روما. على مدى ثلاثين عاما قدم أعمالا مختلفة للتلفزيون والمسرح والسينما والإذاعة. أخرج 27 فيلما معظمها مقتبس من روايات مصرية، خاصة روايات إحسان عبد القدوس. جاءت ستة من أفلامه في قائمة أفضل مئة فيلم مصري وثلاثة في قائمة أهم مئة فيلم عربي. من أهم أفلامه: شيء من الخوف (1969) والحب تحت المطر (1975). تركت أعماله بصمة في تاريخ السينما المصرية.

## أعماله

### الأفلام
| السنة | الفيلم                 | بطولة                        | قصة                 |
| ----- | ---------------------- | ---------------------------- | ------------------- |
| 1965  | المستحيل               | نادية لطفي، كمال الشناوي     | مصطفى محمود         |
| 1968  | البوسطجي               | شكري سرحان، زيزي مصطفى       | يحيي حقي            |
| 1969  | أبي فوق الشجرة         | عبد الحليم حافظ، نادية لطفي  | إحسان عبد القدوس    |
| 1969  | شيء من الخوف           | شادية، محمود مرسي            | ثروت أباظة          |
| 1970  | نحن لا نزرع الشوك      | شادية، صلاح قابيل            | يوسف السباعي        |
| 1971  | ثرثرة فوق النيل        | أحمد رمزي، ماجدة الخطيب      | نجيب محفوظ          |
| 1972  | أنف وثلاث عيون         | ماجدة                        | إحسان عبد القدوس    |
| 1972  | امبراطورية ميم         | فاتن حمامة                   | إحسان عبد القدوس    |
| 1973  | دمي ودموعي وابتسامتي   | نجلاء فتحي                   | إحسان عبد القدوس    |
| 1975  | لا شيء يهم             | زبيدة ثروت، نور الشريف       | إحسان عبد القدوس    |
| 1975  | على ورق سوليفان        | نادية لطفي، محمود ياسين      | يوسف إدريس          |
| 1975  | النداهة                | ماجدة                        | يوسف إدريس          |
| 1975  | الحب تحت المطر         | ماجدة الخطيب                 | نجيب محفوظ          |
| 1976  | مولد يا دنيا           | محمود ياسين                  | يوسف السباعي        |
| 1976  | بعيدا عن الأرض         | محمود ياسين                  | إحسان عبد القدوس    |
| 1979  | احنا بتوع الأتوبيس     | عادل إمام، عبد المنعم مدبولي | جلال الدين الحمامصي |
| 1980  | حبيبى دائما            | نور الشريف، بوسي             | يوسف السباعي        |
| 1983  | العذراء والشعر الأبيض  | نبيلة عبيد، محمود عبد العزيز | إحسان عبد القدوس    |
| 1984  | أرجوك أعطني هذا الدواء | نبيلة عبيد، محمود عبد العزيز | إحسان عبد القدوس    |
| 1985  | أيام في الحلال         | محمود ياسين، نبيلة عبيد      | إحسان عبد القدوس    |
| 1986  | قفص الحريم             | عزت العلايلي، شريهان         | مجيد طوبيا          |
| 1986  | آه يا بلد آه           | فريد شوقي، حسين فهمي         | سعد الدين وهبة      |
| 1988  | كل هذا الحب            | نور الشريف، ليلى علوي        | وحيد حامد           |
| 1989  | حارة برجوان            | نبيلة عبيد                   | إسماعيل ولي الدين   |
| 1991  | نور العيون             | فيفي عبده                    | نجيب محفوظ          |
| 1991  | المساطيل               | ليلى علوي                    | وحيد حامد           |
| 1992  | ديك البرابر            | نبيلة عبيد                   | محمود أبو زيد       |

### المسرحيات
| السنة | العنوان           | تمثيل                                 | تأليف           |
| ----- | ----------------- | ------------------------------------- | --------------- |
| 1969  | ثم غاب القمر      | سعاد حسين، منصور المنصور، محمد السريع | جون ستاينبيك    |
| 1983  | ريا وسكينة        | شادية، سهير البابلي                   | بهجت قمر        |
| 1985  | الواد سيد الشغال  | عادل إمام                             | سمير عبد العظيم |
| 1987  | علشان خاطر عيونك  | فؤاد المهندس                          | بهجت قمر        |
| 1993  | أنا والنظام وهواك | سمير غانم                             | عبد الرحمن شوقي |
| 1996  | الجميلة والوحشين  | ليلى علوي                             | يوسف معاطي      |

### المسلسلات
| السنة | الاسم             | بطولة                                 | تأليف           |
| ----- | ----------------- | ------------------------------------- | --------------- |
| 1967  | ذكريات بعيدة      | زيزي مصطفى، نور الشريف، كريمة مختار   | ثروت أباظة      |
| 1977  | عودة الروح        | صلاح ذو الفقار                        | توفيق الحكيم    |
| 1978  | أفواه وأرانب      | صلاح ذو الفقار، عفاف شعيب، صلاح قابيل | سمير عبد العظيم |
| 1998  | نحن لا نزرع الشوك | آثار الحكيم                           | يوسف السباعي    |

## وصلات خارجية
- حسين كمال على موقع IMDb (الإنجليزية)
- حسين كمال على موقع الدهليز
- حسين كمال على موقع قاعدة بيانات الأفلام العربية
- حسين كمال على موقع ألو سيني (الفرنسية)
- حسين كمال على موقع أول موفي (الإنجليزية)
- حسين كمال على موقع كينوبويسك (الروسية)